# Pouteria subsessilifolia
Pouteria subsessilifolia är en tvåhjärtbladig växtart som beskrevs av Arthur John Cronquist. Pouteria subsessilifolia ingår i släktet Pouteria och familjen Sapotaceae. IUCN kategoriserar arten globalt som akut hotad. Inga underarter finns listade i Catalogue of Life.